# Musse, Kalle och Långben: De tre musketörerna
Musse, Kalle och Långben: De tre musketörerna är en animerad amerikansk långfilm skapad av Disney 2004. Det är den första långfilmen där Musse, Kalle och Långben medverkar tillsammans. Den släpptes den 17 augusti 2004 direkt till video. "Musketörer" som begrepp och musketörerna Athos, Porthos och Aramis kommer från romanen De tre musketörerna av Alexander Dumas, i övrigt har filmens handling inget med handlingen i boken att göra.

## Handling
Filmen börjar med att Trubaduren (en sköldpadda) tar fram en tidning och berättar om de tre barndomsvännerna: Musse, Kalle och Långben, som lever i den franska slummen och blir attackerade av några skurkar. Men tre musketörer dyker upp och hjälper dem. Efter striden vänder sig en musketör mot Musse och med ett leende ger han bort sin hatt. De tre vännernas dröm om att bli musketörer börjar där och de börjar en anställning hos svarte Petter, chef över musketörerna.
Under tiden hoppas prinsessan Mimmi på den stora kärleken, trots sin hovdam Kajsas anmärkning om att hon inte får gifta sig med någon som inte är av kungligt blod. Mimmi undkommer när de tre björnbusarna släpper ner ett kassaskåp på henne. Björnbusarna berättar för sin chef, kapten Petter, att de misslyckades. Petter blir irriterad och förklarar att han inte har tänkt döda prinsessan, utan att kidnappa henne under en operaföreställning dagen därpå så han kan regera över Frankrike. Han ger löjtnant Klarabella order om att skicka de tre skurkarna i fängelsehålan. Därefter möter han Mimmi som begär att få musketörlivvakter. Han får syn på de tre vännerna och inser att han kan fullborda sin plan. Musse, Kalle och Långben blir överlyckliga och tar med glädje på sig uppdraget, utan att veta vad Petter har för baktanke. När Mimmis och Musses blickar möts, spirar romantiken mellan dem.
Petter ser att hans plan kan lyckas och ger björnbusarna order att låsa in prinsessan i ett torn. De lyder och tar flickorna till fånga.
Men Musse och Långben lyckas efter mycket om och men rädda Mimmi och Kajsa (medan stackars Kalle har gömt sig av rädsla.) Petter inser att de är mycket bättre än vad han förväntade sig och beslutar sig för att göra sig av med Musse, Kalle och Långben. Löjtnant Klarabella lurar iväg Långben medan Björnligan skrämmer slag på Kalle, som till slut får reda på Petters lömska plan. Han lyckas ta sig därifrån och varnar Musse, som tycker att de ska försöka stoppa kaptenen. Men Kalles självförtroende är inte det bästa och han ger sig av. Petter smyger fram och slår till Musse för att kedja fast honom i en källare. Petter förklarar att tidvattnet kommer in snabbare än blixten innan han ger sig iväg. Musse blir förtvivlad när han inser att han är helt ensam.

## Röster

### Svensk version
- Musse	- Anders Öjebo
- Kalle	- Andreas Nilsson
- Långben - Johan Lindqvist
- Mimmi	- Lizette Pålsson
- Kajsa	- Åsa Jonsson
- Petter	- Benke Skogholt
- Klarabella - Anna Norberg
- Björnbusarna - Andreas Nilsson
- Trubadur - Jakob Stadell

### Fotnoter
1. ↑  Bill Desowitz (17 augusti 2004). ”Mickey, Donald and Goofy Become Three Musketeers on DVD” (på engelska). Animation World Network. http://www.awn.com/news/mickey-donald-and-goofy-become-three-musketeers-dvd. Läst 20 augusti 2016.